# Julio Lacarra
Julio Lacarra (Capitán Sarmiento, 10 de julio de 1947) es un cantautor argentino de música folclórica y popular. Es hermano de la cantante folclórica Chany Suárez. Fue el director del área de Música de la Secretaría de Cultura en la Municipalidad de Quilmes.

## Biografía
Nació en Capitán Sarmiento, una pequeña localidad a 145 km al noroeste de la ciudad de Buenos Aires. Desde pequeño, se radicó junto a su familia en Don Bosco (partido de Quilmes, 15  km al sureste del centro de Buenos Aires). Desde muy niño mostró sus aptitudes artísticas en festivales escolares y en peñas.

En la adolescencia estuve en cuatro grupos, y a los 17 años entré en un conjunto con el que llegamos a grabar un disco simple. En realidad, canto desde muy chiquito. A los tres años ya estaba cantando. Actué en todos los festivales infantiles que uno pueda imaginar, peñas, teatro. Tenía once años cuando estuve en el elenco de teatro infantil de Radio Nacional. Había estado en televisión con Pancho Cárdenas, en radios, siempre recitando y cantando folclore. Empecé a estudiar guitarra a los doce, con la guitarra que me regaló la maestra de sexto grado.
Julio Lacarra

Su madre se llama Chola Gapezzani
Es hermano de Chany Suárez (cantante folclórica) y de Edgardo Nano Suárez (poeta y músico). Es padre de Florencia Suárez (cantante) y de Francisco Suárez (guitarrista).
Vive en la ciudad de Quilmes, al sureste del Gran Buenos Aires.

## Trayectoria
En 1967, inició su carrera solista, cuando contaba ya con varios temas compuestos.
En 1968 grabó la canción «Cante, señor», compuesta por él, en un primer simple publicado por la compañía MusicHall (Buenos Aires). Poco después ―con 21 años― debutó en el Festival de Folclore de Cosquín y recibió muy buena crítica.
Un año más tarde, en 1969, el cantautor Jorge Cafrune lo hizo participar en la película Argentinísima 1.
Ese año grabaron sus canciones el charanguista Jaime Torres, Los Cinco del Norte y Los Comechingones.
En 1970, volvió a participar en el Festival de Cosquín con canciones de su autoría y obtuvo un gran respaldo popular. En la ciudad de Córdoba, en la peña de Chito Zeballos (quien se mudaría a Neuquén) conoció a los más célebres poetas y cantores folclóricos del país:
Armando Tejada Gómez,
Hamlet Lima Quintana,
Víctor Heredia,
Cuchi Leguizamón,
el Dúo Salteño y
Los Trovadores.
En mayo de 1970, la cantante Mercedes Sosa lo invitó a participar con ella en un ciclo de recitales en el teatro Payró (Buenos Aires).
En 1972 cantó en el Festival de la Nueva Canción Argentina, y obtuvo una segunda mención.
Entre 1973 y 1974, en plena primavera democrática, desarrolló una intensa actividad en festivales universitarios por todo el país.
En marzo de 1975, actuó en el Festival Latinoamericano que se desarrolló en diez ciudades de Costa Rica ―entre ellas Heredia, Alajuela, Puerto Limón, Puntarenas y el estadio Escazú de San José―.
Grabó allí el álbum Este canto americano, que se difundió por todo Centroamérica.
Después, actuó en un festival en solidaridad con Panamá, en el anfiteatro Arco Chato (en la Ciudad de Panamá), en el marco del encuentro de los presidentes de Colombia, Costa Rica, Panamá (Omar Torrijos) y Venezuela.
Viajó a la Unión Soviética, donde representó a la Argentina en el festival Sochi 75 (en el teatro Academia Imperial de las Artes, de Moscú). Entre los 25 países representados, obtiene el segundo premio.
Realizó recitales en el Estadio de los Deportes, en Donetsk (Ucrania).
Nuevamente se presentó en Moscú, en el Hotel Rosía Teatro (cierre de la gira).
En diciembre de 1977 realizó una gira por varias ciudades del Perú, en el teatro La Cabaña, en el teatro del Sindicato del Calzado, en el Teatro de Bellas Artes, y en las alcaldías de Lima, Cusco, Puno y Arequipa.
En 1980 ganó el primer premio Waldo de los Ríos en el festival Cantemos Argentina realizado en el Luna Park con su canción «Sueño de amanecido».
En agosto de 1982, en el Estadio Caio Martins (del Club Flamengo), en la ciudad brasileña de Niteroi (Río de Janeiro) inauguró el Festival Día da Criação (día de la creación), junto a Beth Carvalho, Iván Lins, Ouro Preto y Ana de Hollanda, entre otros. Se transmitió por la red O Globo.
En 1983, la empresa discográfica RCA lanzó su LP La canción de nuestros días. El álbum fue elogiado por el cantautor folclórico Atahualpa Yupanqui y por el pianista y compositor Ariel Ramírez.
En 1984, RCA lanzó su LP Para darte vida. Lo presenta en el teatro Presidente Alvear (Buenos Aires).
En octubre de 1984 actuó en el Estadio Centenario en el espectáculo Canto de Frente, junto a la Camerata Punta del Este, Rubén Rada y la murga Falta y Resto.
Su canción «Tambor de aluminio» fue coreada por más de 40 000 personas. El cantautor Alfredo Zitarrosa afirmó: «Lacarra es el mejor cantor de estos lados».
En octubre de 1985 viajó a Estados Unidos, donde actuó para los estudiantes y las colectividades argentinas en varias universidades a lo largo del país:
Arizona University (en Phoenix y Tempe),
Universidad Brigham Young, en Provo (Utah),
Las Vegas (Nevada),
Cal State Los Ángeles, Cal Tech Pasadena y Universidad Estatal de California en Chico (California).
En marzo de 1986 viajó nuevamente a Estados Unidos, donde actuó en las universidades de
California Ventura College, Condado de Orange,
Universidad Estatal de San José, en San José,
Santa Clara University, en Santa Clara (California),
Universidad de California en Santa Bárbara,
Stanford (junto al poeta chileno Fernando Alegría),
Universidad Estatal de California en Chico y Universidad de California en Los Ángeles (California).
Al mes siguiente (abril de 1986), antes de retornar a la Argentina, participó en Costa Rica en el Festival de Homenaje a Olof Palme (primer ministro sueco, premio nobel de la paz, asesinado el año anterior), en el teatro Melico Salazar (de San José de Costa Rica). En siete días participaron
- Amparo Ochoa (México),
- Quilapayún (Chile).
- Gonzaguinha Jr. (Brasil),
- Mercedes Sosa (Argentina),
- Lucy Murphy (Haití),
- Holly Near (Estados Unidos),
- Adrián Goizueta (argentino radicado en Costa Rica) y su banda Experimental (Costa Rica),
- Pueblo Nuevo (Ecuador),
- Lilia Vera (Venezuela).
- Dimensión Costeña (Nicaragua).[6]

Grabó un LP en vivo junto a ellos.
En 1987 se lanzó su LP Juntasueños, donde participaron como invitados Tarragó Ros, Chany Suárez, el Trío Vitale-Baraj-González, el cantautor cubano Santiago Feliú y Juan Carlos Baglietto.
En abril de 1987 actuó en la Universidad de Purdue (Indiana), en la Universidad Xavier, en Cincinnati (Ohio), en la Universidad Marshall (Virginia Occidental), en la Universidad de Virginia Occidental.
El 10 de mayo (Día de las Madres, en Estados Unidos) de 1987, cantó su canción «A pesar de los males» a beneficio de las «Comadres de El Salvador» en el Fox International Theatre, en Playa Venice (California). Actuaron con él Graham Nash, David Crosby, Bonnie Raitt y Jackson Browne.
En mayo de 1988 participó en la celebración del 25 de Mayo en la Plaza de la Alcaldía, en Sucre (Bolivia).
En octubre de 1988 participó en el Festival USC (California) con Los Chalchaleros, Los Ángeles Tango, Horacio Deval (Asociación Argentina de Los Ángeles).
Después se dirigió a México, donde en la Ciudad de México cantó en la embajada argentina, en el teatro Versalles, y en el anfiteatro Parque Municipal.
También hizo recitales en la Feria del Libro Internacional, en Guadalajara, Jalisco y también en la peña Cuicacali.
En noviembre de 1988 viajó
a Alemania ―actuó en la Casa de México (Bonn), en la embajada argentina (Wuppertal), en el Forum Teatro (Colonia) y en el Deutsch Belle (Dusseldorf)―
a Suiza ―actuó en el Teatro de las Artes para la inauguración de la Cinemateca Argentina (Lausana), en el Volkhaus de la Universidad de Zúrich y en Basilea― y
a Países Bajos ―actuó en el Salón Universitario de la Universidad de Leyden―.
En 1989 volvió a recorrer 14 estados de Estados Unidos junto con los argentinos Guillermo Fernández y Pancho Romero.

Volvió a México (Guadalajara y Distrito Federal) y actuó en Utrecht y Ámsterdam (Países Bajos).
En noviembre de 1989 participó en el Ciclo de Música latinoamericana, en el centro Vreidenburg, de Utrecht (Países Bajos).
En 1990 produjo en Río de Janeiro (Brasil) el LP Raimundo Fagner en español (1991), junto al popular cantautor brasileño, por la discográfica BMG Records.
Presentó en el teatro General San Martín su espectáculo Cinco siglos.
En los años siguientes decidió quedarse en el país, produciendo programas de radio, televisión por cable y continuar con sus actuaciones en distintos escenarios nacionales.
En 1995 publicó su CD Dale diez con cuatro canciones, en donde incluyó el tema elegido por el futbolista Diego Maradona para su regreso al club Boca Juniors.
En mayo de 1996 actuó en el homenaje a Alfredo Zitarrosa (cantautor uruguayo) en el teatro Ópera (Buenos Aires).
En 1997 comenzó a trabajar en la producción discográfica de distintos artistas, cofundando B&M, un sello independiente de la ciudad de La Plata (provincia de Buenos Aires).
Celebró sus treinta años con la canción desde la aparición de su primer disco. Editó la revista A los Amigos del Alma, donde reseñó su historia y su cancionero.
En 1998 realizó la dirección artística de numerosos trabajos discográficos en la productora discográfica B&M, entre ellos:
- Rafael Amor
- Chany Suárez
- Armando Tejada Gómez (homenaje).

A fines de 1998 lanzó el CD Somos ríos, con invitados (León Gieco, Chany Suárez, Raimundo Fagner, su madre Chola Gapezzani, y su hija Florencia). Lo presentó en una gira por distintas ciudades del interior del país.
Ese 1998, junto a Pompeyo Audivert, Nacha Roldán y Sanampay, presentó el espectáculo Zitarrosa: Canto de Nadie.
Recorrió con esta obra numerosas ciudades de la Patagonia, Santa Fe y Córdoba.
En 1999 participó en el festival aniversario de Alfredo Zitarrosa, celebrado en la avenida Dieciocho de Julio (en Montevideo), con Daniel Viglietti, Manuel Capella, Nacha Roldán y W. Benavídez, entre otros.
El 3 de septiembre de 1999, Lacarra presentó en Buenos Aires su trabajo discográfico Somos ríos, con la participación especial de su madre Chola, su hija Florencia y su hermana Chany Suárez.
El 27 de marzo de 2004 realizó un recital en la Universidad Centroamericana José Simeón Cañas, en San Salvador (República de El Salvador), junto con el Grupo Son 3/4, Exceso de Equipaje, Yolocamba I Ta, Anastasio y los del Monte, Grupo Friguey, Super Pakito Chac y Grupo Trova, y los artistas internacionales Grupo Los Guaraguao (de Venezuela), el Grupo Macaco (de Uruguay), Miryan Lucía Quiñónez Ochoa (de Perú), Adrián Goizueta (de Argentina), José Joaquín Rivera Rodríguez (de Costa Rica) y Erwin Guillermo Anderson Avilés (de Honduras).
En 2010 fue entrevistado para el documental Pidan por todos (2011).

## Algunas canciones
- «Dulce Canción de Caetana»
- «Olor a Pasto verde»
- «Borgeando» (Julio Lacarra y Alicia Crest), aire de candombe
- «Canción de fuego», canción litoraleña.
- «Cerca del cielo/Tonada del duende», folclore
- «Colgado de un balcón» (Julio Lacarra y Alicia Crest), canción
- «Como todas», que canta con su madre, Cholita (1925).[3]
- «Con la sal en los ojos»
- «Dale diez», canción popular
- «Dame» (Julio Lacarra y Domingo Vibbot), canción
- «Hombre tierra» (Julio Lacarra y Domingo Vibbot), canción
- «Las flores de su vestido», chacarera
- «Los imposibles», canción
- «Me invento», que canta con su hija Florencia (Florencia Suárez)
- «Mi amigo un libro», canción folclórica
- «No sé», canción
- «Para ir a buscarte» (Daniel Toro y Ariel Petrocelli), zamba, años sesenta
- «Para los que se quedan», canción
- «Porque te canto» (Julio Lacarra y Domingo Vibbot), canción
- «Punto carnal» (Julio Lacarra y Domingo Vibbot), canción
- «Quiero quedarme así» (Julio Lacarra y Domingo Vibbot), canción
- «Ramito de no me olvides», folclore
- «Raptango» (Julio Lacarra y Leonardo Bernstein), aire de tango
- «Reencuentro» (Julio Lacarra y Domingo Vibbot), canción
- «Sabor a sombras» (Julio Lacarra y Domingo Vibbot), canción
- «Sangre surera», folclore
- «Soledad de Catamarca», vidala
- «Somos ríos»
- «Soy de la bota», chamamé
- «Tiempo de madera» (Julio Lacarra y Domingo Vibbot), canción
- «Todo se puede» (Julio Lacarra y Domingo Vibbot), canción
- «Tu lucha» (Julio Lacarra y Domingo Vibbot), canción
- «Veintidós margaritas» (Julio Lacarra y Santiago Berutti), chamamé

## Discografía
| Año  | Discos                      | Sello                    |
| ---- | --------------------------- | ------------------------ |
| 1983 | La canción de nuestros días | RCA                      |
| 1984 | Para darte vida             | RCA                      |
| 1987 | Juntasueños                 | RCA                      |
| 2004 | Un animal que canta y sueña | BMG Ariola Argentina     |
| 2005 | Somos Ríos                  | BYM S.R.L.               |
| 2007 | La pampa verde              | (Junto a Mónica Abraham) |
| 2007 | De buena fe                 | BYM S.R.L.               |